# Jean-Yves Laforest
Pour les articles homonymes, voir Laforest.
Jean-Yves Laforest (né le 13 juin 1949) est un homme politique québécois.

## Biographie
Élu député à la Chambre des communes du Canada en Élection fédérale canadienne de 2006, représentant la circonscription de Saint-Maurice—Champlain sous la bannière du Bloc québécois. Réélu en 2008, il fut défait par la néo-démocrate Lise St-Denis en 2011.
Administrateur scolaire de profession, il est critique pour l'Agence de développement économique du Canada pour les régions du Québec au sein du cabinet fantôme du Bloc.